# Mike Taylor
Michael Taylor (24 april 1934 – 4 april 2017) was een autocoureur uit Engeland. 
Hij nam in 1959 en 1960 deel aan 2 Grands Prix Formule 1 voor de teams Cooper en Lotus, maar scoorde hierin geen WK-punten.